# Bremke
Bremke is een dorp in de gemeente Gleichen in het landkreis Göttingen in Nedersaksen (Duitsland). Bremke ligt aan de Uerdinger Linie, in het traditionele gebied van het Nederduitse dialect Oostfaals. Bremke ligt tussen Bischhausen en Lichtenhagen. Bremke is niet ver van de grens van Thüringen.
- Nationale Bibliotheek van Israël: 987009877384905171
- Virtual International Authority File: 248282400